# Alpen Cup kobiet w kombinacji norweskiej 2025/2026
Alpen Cup kobiet w kombinacji norweskiej 2025/2026 to jedenasta edycja tego cyklu zawodów. Rywalizacja rozpocznie się 6 września 2025 w austriackim Tschagguns. Na chwilę obecną zatwierdzono tylko letnią część cyklu.
Tytułu z poprzedniej edycji broni Słowenka Tia Malovrh.

## Kalendarz i wyniki
| Lp. | Data            | Miejscowość | Dystans                | 1. miejsce | 2. miejsce | 3. miejsce |
| --- | --------------- | ----------- | ---------------------- | ---------- | ---------- | ---------- |
| 1.  | 6 września 2025 | Tschagguns  | Gundersen HS103/5 km   |            |            |            |
| 2.  | 7 września 2025 | Tschagguns  | Gundersen HS103/2,5 km |            |            |            |